# García Guerra

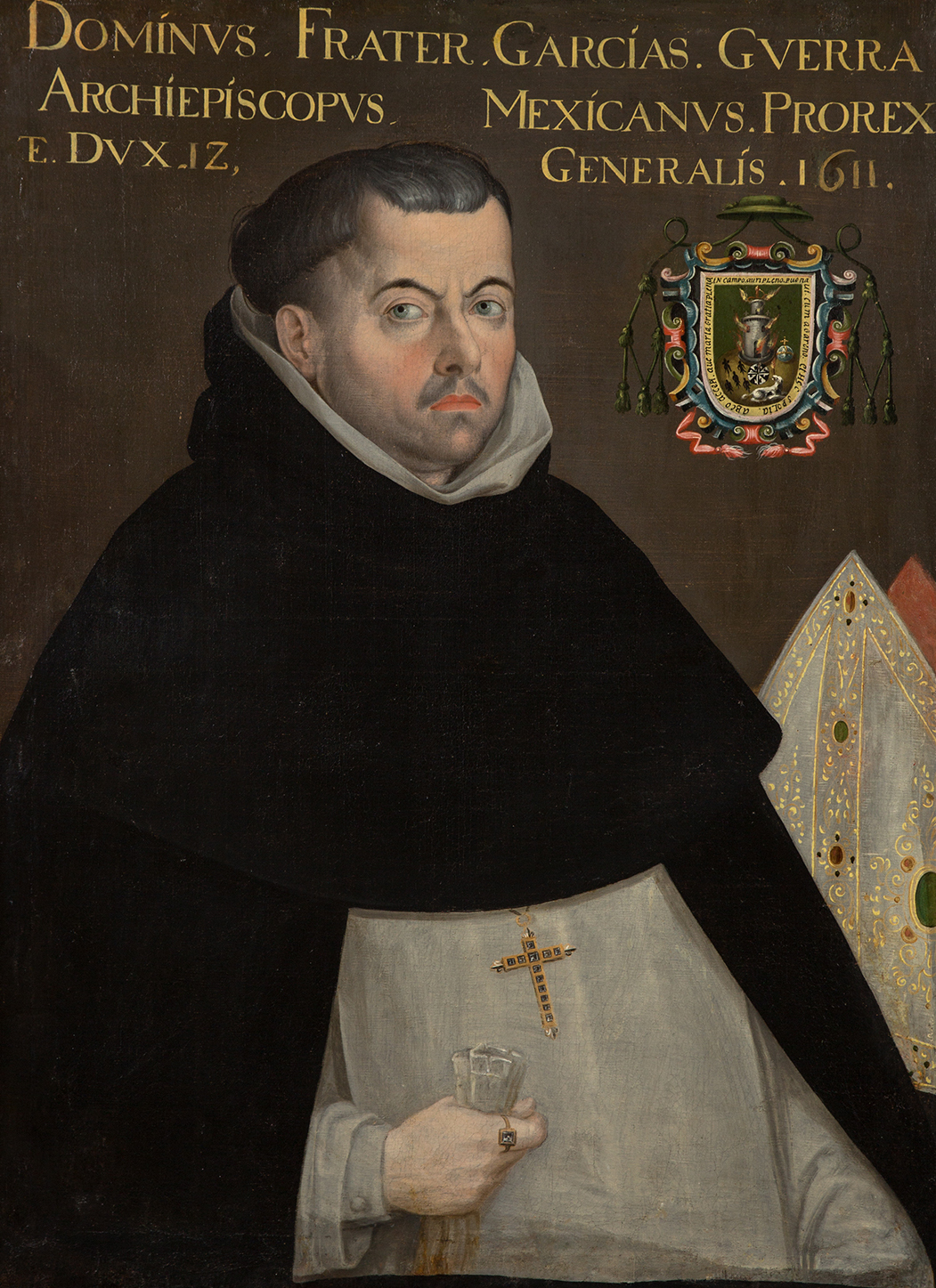
Erzbischof und Vizekönig Fray García Guerra

Francisco García Guerra (* 1545 in Frómista, Spanien; † 22. Februar 1612 in Mexiko-Stadt) war ein spanischer Dominikaner, der als Erzbischof von Mexiko und Vizekönig von Neuspanien amtierte.

## Leben
Im Alter von 15 Jahren trat Guerra dem Dominikanerorden im Kloster von Valladolid bei und wurde dort zum Prior gewählt.
Im Jahr 1608 ernannte ihn König Philipp III. zum Erzbischof von Mexiko und 1611 zum Vizekönig von Neuspanien. In seiner kurzen Amtszeit vom Juni 1611 bis zu seinem Tod im Februar 1612 bemühte er sich vor allem um das Schicksal der einheimischen Bewohner. Überschattet wurde sie von einem schweren Erdbeben.
Beim Einsteigen in seine Kutsche verletzte er sich unglücklich an der Stirn. An den Folgen dieser Verletzung starb er nach einiger Zeit.